# Будинок, в якому проживав О.С. Грибоєдов (Сімферополь)
Колишній готель «Афінська», також Будинок Грибоєдова — житловий будинок № 25 по вулиці Кірова у Сімферополі, архітектурна пам'ятка. Це один із перших готелів міста. Тут у 1825 році з 18 червня, приблизно три місяці, з перервами, жив Олександр Грибоєдов — російський письменник, дипломат. У той час це була вулиця Салгірная.

## Історія
У сусідньому з Грибоєдовим номері готелю жив мандрівний офіцер драгунської дивізії, поет А. Н. Муравйов, який у книзі «Знайомство з російськими поетами» розповідає, що «в Сімферополі Грибоєдов був у пригніченому стані, вів замкнутий спосіб життя і здавався недоступним».

Портрет Олександра Грибоєдова

Цей настрій замкнутості й відчуженості помітно і в його листуванні. У листі до двоюрідного брата і декабриста С. Н. Бегічеву він писав:
|  | … весь вік бажаю де-небудь знайти клаптик простору для усамітнення, і немає його ніде. Приїжджаю сюди, нікого не бачу, не знаю і знати не хочу. Це тривало не більше доби … увірвалися до мене, обсипали привітаннями, і маленьке містечко зробилося мені нуднішим, ніж Петербург. Мало цього. Приїхали мандрівники, які мене знають за журналами: автор Фамусова і Скалозуба, отже, весела людина. Тьфу, злодійство! Та мені невесело, нудно, огидно, нестерпно! Оригінальний текст (рос.) …весь век желаю где-нибудь найти уголок для уединения, и нет его для меня нигде. Приезжаю сюда, никого не вижу, не знаю и знать не хочу. Это продолжалось не более суток… ворвались ко мне, осыпали приветствиями, и маленький городок сделался мне тошнее Петербурга. Мало этого. Наехали путешественники, которые меня знают по журналам: сочинитель Фамусова и Скалозуба, следовательно, веселый человек. Тьфу, злодейство! Да мне невесело, скучно, отвратительно, несносно! |

Після відпочинку та ознайомлення з містом, яке О. С. Грибоєдов в одному з листів до Петербурга назвав «дряне містечко», поет оглянув околиці Сімферополя. В кінці червня — початку липня 1825 подорожував Кримом. Під час подорожі поблизу Гурзуфу письменник зустрічався з польським поетом Адамом Міцкевичем. Він побував в Алушті, Алупці, Сімеїзі, Байдарах, Балаклаві, Інкермані, Севастополі, Херсонесі, Мангуп-Кале, Бахчисараї, Успенському монастирі. 8-9 липня повернувся до Сімферополя
На цій будівлі встановлена меморіальна дошка, вона пережила декілька суттєвих перепланувань. На початку XXI століття з'явилося декілька прибудов, на першому поверсі розташований магазин одягу, фасад ховається під шаром нелегальної реклами.